# Elecciones estatales de Zacatecas de 1986
Las elecciones estatales de Zacatecas de 1986 se llevaron a cabo el domingo 6 de julio de 1986, y en ellas se renovaron los cargos de elección popular en el estado mexicano de Zacatecas:
- Gobernador de Zacatecas. Titular del Poder Ejecutivo y del Estado, electo para un período de seis años no reelegibles en ningún caso. El candidato oficialmente electo fue Genaro Borrego Estrada sin embargo su triunfo electoral no fue denunciado.
- 57 Ayuntamientos. Formados por un Presidente Municipal y regidores, electo para un período de tres años no reelegibles en ningún período inmediato.
- 19 Diputados al Congreso del Estado. Electos por una mayoría de cada uno de los Distritos Electorales y 7 de Representación Proporcional.

## Resultados Electorales

### Gobernador
- Genaro Borrego Estrada  Hecho

### Ayuntamientos

#### Municipio de Zacatecas
- Raúl Rodríguez Santoyo  Hecho